# Lirainosaurus
Lirainosaurus („štíhlý ještěr“) byl rod titanosaurního sauropodního dinosaura z čeledi Saltasauridae a podčeledi Lirainosaurinae, žijícího v období pozdní svrchní křídy (geologický stupeň pozdní kampán až raný maastricht, asi před 72 až 70 miliony let) na území dnešního Španělska.

## Objev a zařazení
Fosilie tohoto dinosaura byly objeveny v sedimentech souvrství Marnes Rouges Inferieures v oblasti Laño v provincii Burgos na severu Španělska. Formálně popsán byl v roce 1999 týmem španělských paleontologů. Původně byl tento dinosaurus znám pouze podle fosilních fragmentů lebky, zubů a několika obratlů, v roce 2013 však byly identifikovány další pravděpodobné fosilie tohoto druhu. Tento dinosaurus byl mohutný čtyřnohý býložravec, dosahující však na poměry sauropodů malých rozměrů, a to délky asi 7 metrů a hmotnosti kolem 1 tuny. Přesnější rozměry tohoto dinosaura však na základě dostupného fosilního materiálu není možné stanovit.

## Systematické zařazení
V roce 2018 byla publikována odborná práce, která řadí lirainosaura spolu s rody Ampelosaurus a Atsinganosaurus do společné, nově stanovené podčeledi Lirainosaurinae. V roce 2020 se k nim přidal rod Garrigatitan. Blízce příbuzným rodem je také španělský Abditosaurus.